# Pont romain de Solestà
Le pont romain de Solestà est un pont en arc  situé dans la ville  d'Ascoli Piceno, province d'Ascoli Piceno dans la région des Marches,.

## Historique
Ce pont romain enjambe la rivière Tronto. La ville d'Ascoli Piceno a acquis son importance grâce à l'ancienne route consulaire Via Salaria, une importante voie d'approvisionnement entre Rome et la côte Adriatique, développée sous le consul Cnaeus Pompeius Strabo.

## Description
Vers l'an 25 av. J.-C. le pont, construit sous Auguste au Ier siècle av. J.-C., et la porte médiévale de la ville Porta Solestà à l'extrémité sud du pont, menait à l'intérieur des anciens murs de la ville.
Le pont à arche unique, construit en pierres de travertin, a une portée en arc de 22,20 m, une hauteur de 25 m et une longueur de 62 m.

## Galerie

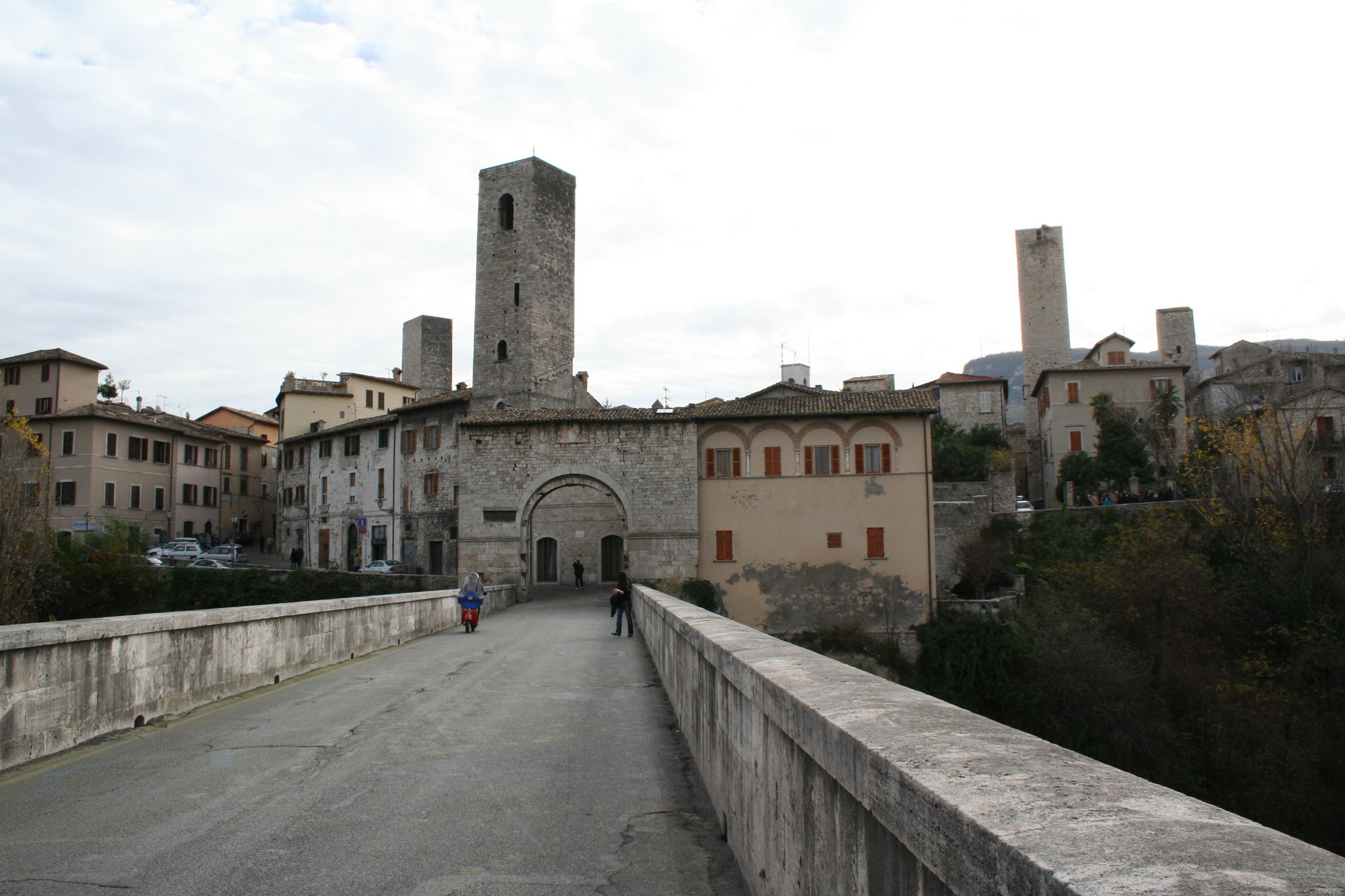
La Porta Solestà.
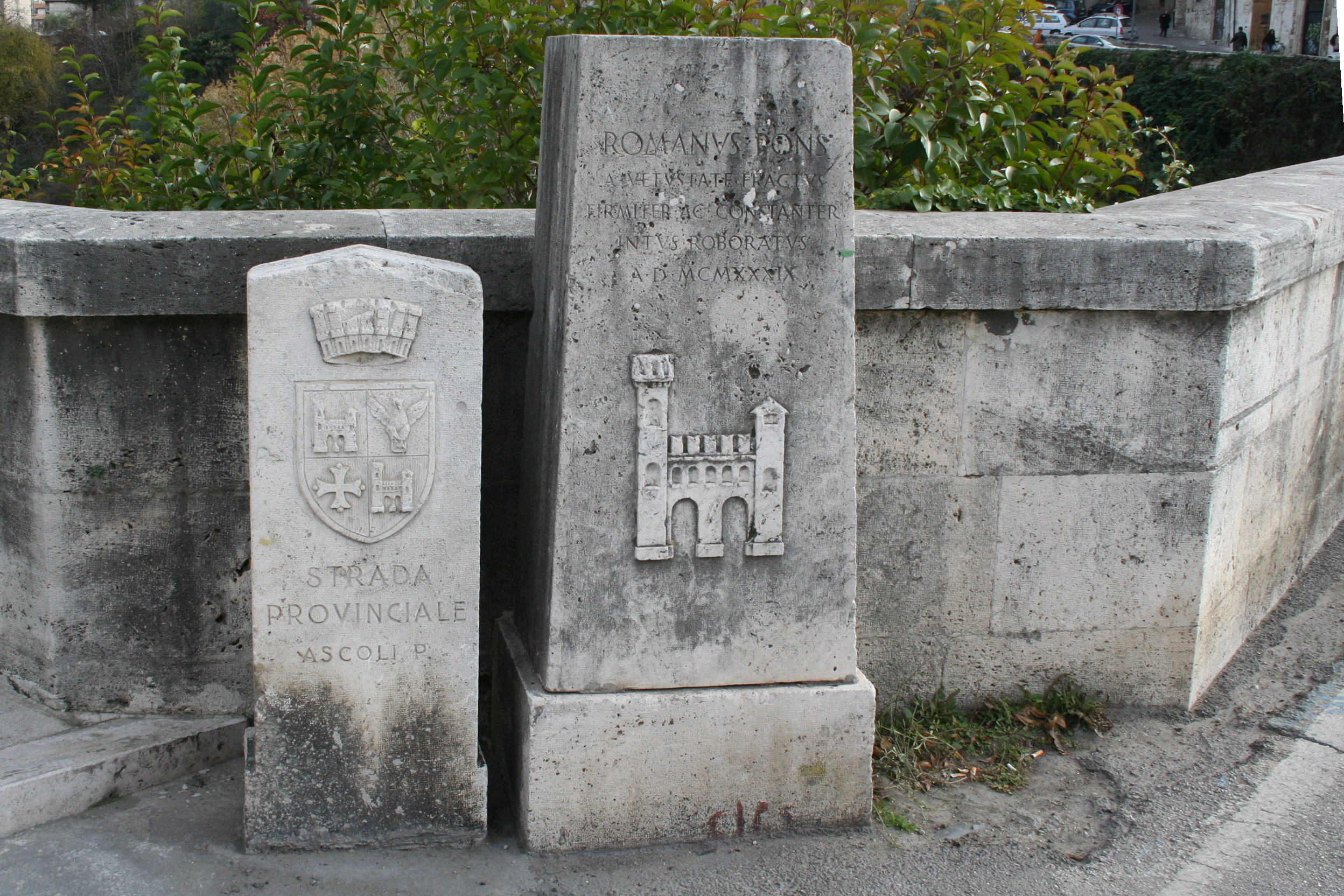
Un jalon du pont romain.